# NGC 1722
NGC 1722 (również ESO 56-SC12) – gromada otwarta powiązana z mgławicą emisyjną, znajdująca się w gwiazdozbiorze Złotej Ryby. Należy do Wielkiego Obłoku Magellana. Odkrył ją James Dunlop 24 września 1826 roku.